# Partido de Baja California
Partido de Baja California, o por su acrónimo PBC (anteriormente conocido como Partido Estatal de Baja California o PEBC), fue un partido político estatal con sede en el estado de Baja California, su posición política es de centro, cuyos estatutos indican que su objetivo es la defensa de la libertad y la soberanía del Estado libre de Baja California; así como promover la participación del ciudadano en su vida democrática. Su nacimiento como partido político fue aprobado por el Instituto Estatal Electoral de Baja California en 1998. Busca que el gobierno federal respete la soberanía de cada estado de la República y que las leyes las decida la entidad de manera libre y soberana. El 17 de noviembre de 2021 el Instituto Estatal Electoral de Baja California (IEEBC) confirmó la pérdida de su registro como partido político al no alcanzar el 3% de la votación en las Elecciones estatales de 2021.

## Historia
El Partido Estatal de Baja California se originó a partir del trabajo y la experiencia acumulada en las organizaciones no gubernamentales Movimiento hacia una Cultura Democrática (CUDE), en el año de 1993, y Ciudadanos por la Democracia (CIDEM), en 1994; obteniendo finalmente el registro en 1998. Sus primeras participaciones en elecciones estatales fueron sin participar aliado con los partidos políticos nacionales, de hecho en el 2001,  Beatriz Ávalos Valenzuela se convierte en la primera candidata de la nueva década a la gubernatura de Baja California.

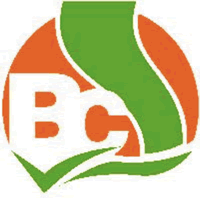
Segundo logotipo. (2004-2019)

Fue en 2004 cuando decide ir en coalición con la alianza "Para Vivir Seguro", encabezada por el Partido Revolucionario Institucional y en donde también participaron el  PVEM y el  PT. Los resultados dieron al partido la primera diputación en el Congreso del Estado de Baja California desde su fundación.  En 2007 repite alianza con el PRI y el PVEM, perdiendo así la diputación que tenían, por lo que de nuevo, no tendrían representación en el Congreso, aunque si lograron tener presencia en el Ayuntamiento de Playas de Rosarito..
En 2010 deciden de nueva cuenta ir solos sin alguna alianza, logrando ser la tercera fuerza política en Mexicali y Playas de Rosarito, obteniendo así una diputación en el Congreso vía representación proporcional. Dicha fuerza fue aprovechada para la creación de una nueva coalición, la cual participó en las elecciones estatales de Baja California de 2013, coligado con el  PAN,  el  PRD  y el  Panal. La victoria le permitió al partido obtener dos curules en el Congreso representando los dos municipios antes mencionados. Ese mismo año, previo a la toma de protesta de Francisco Vega de Lamadrid como gobernador de Baja California, los dirigentes estatales del PRD, Roberto Dávalos y del PBC, Francisco Barraza Chiquete, rompieron el pacto de gobernabilidad.
Tras los hechos de 2013, el Partido de Baja California van por cuarta ocasión solos en las elecciones de 2016. Los resultados fueron negativos para el partido, solamente se obtuvo una diputación y perdió fuerza en algunos municipios, quedando por detrás de partidos nacionales como Movimiento Ciudadano o el  Morena. En 2018, anunciaron el interés de formar una coalición con el PRD, para las elecciones estatales de Baja California de 2019. En 2019, logró superar en algunos distritos a partidos tradicionales como el PRI y Movimiento Ciudadano.

## Resultados Electorales

### Gobernador
| Año  | Resultado | Candidato                  | Votación | %    | Lugar | Comentario                                 |
| ---- | --------- | -------------------------- | -------- | ---- | ----- | ------------------------------------------ |
| 2001 | Pierde    | Beatriz Ávalos Valenzuela  | 7,037    | 1.3  | 5.º   |                                            |
| 2007 | Pierde    | Jorge Hank Rhon            | 380,772  | 44   | 2.º   | En coalición con el PRI y el PVEM          |
| 2013 | Gana      | Francisco Vega de Lamadrid | 442,868  | 47   | 1.º   | En coalición con el PAN, el PRD y el Panal |
| 2019 | Pierde    | Ignacio Anaya Barriguete   | 27,401   | 3.61 | 6.º   |                                            |
| 2021 | Pierde    | Carlos Atilano Peña        | 21,044   | 1.81 | 5.º   |                                            |

### Congreso de Baja California
| Año     | Elección | Elección | # de escaños | Posición           | Gubernatura                 | Gubernatura |
| Año     | votos    | %        | # de escaños | Posición           | Gubernatura                 | Gubernatura |
| ------- | -------- | -------- | ------------ | ------------------ | --------------------------- | ----------- |
| 1998    | 8,598    | 1.50     | 0/25         | Sin representación | Héctor Terán Terán          |             |
| 2001    | 13,206   | 2.42     | 0/25         | Sin representación | Eugenio Elorduy Walther     |             |
| 2004    | 232,959  | 41.14    | 1/25         | Minoría            | Eugenio Elorduy Walther     |             |
| 2007    | 350,350  | 41.60    | 0/25         | Sin representación | José Guadalupe Osuna Millán |             |
| 2010    | 34,609   | 4.41     | 1/25         | Minoría            | José Guadalupe Osuna Millán |             |
| 2013    | 442 868  | 47.00    | 2/25         | Minoría            | Francisco Vega de Lamadrid  |             |
| 2016    | 30,934   | 5.51     | 1/25         | Minoría            | Francisco Vega de Lamadrid  |             |
| 2019    | 34,049   | 4,53     | 1/25         | Minoría            | Jaime Bonilla Valdez        |             |
| Fuente. |          |          |              |                    |                             |             |

### Ayuntamientos
| 1998                   | 0/5 |                                                                                         |
| 2001                   | 0/5 |                                                                                         |
| 2004                   | 2/5 | En coalición con el PRI, PT, PVEM y Fuerza Ciudadana (México). Ganan Tecate y Mexicali. |
| 2007                   | 1/5 | En coalición con el PRI y el PVEM. Ganan Playas de Rosarito.                            |
| 2010                   | 0/5 |                                                                                         |
| 2013                   | 2/5 | En coalición con el PAN y Nueva Alianza. Ganan Mexicali y Playas de Rosarito.           |
| 2016                   | 0/5 |                                                                                         |
| Alcaldías en coalición |     |                                                                                         |

1. ↑  Votos totales a la coalición
2. ↑  Votos totales a la coalición
3. ↑  Votos totales a la coalición
4. ↑  Votos totales a la coalición
5. ↑  Votos totales a la coalición